# SFP i Österbotten
SFP i Österbotten (finska: RKP:n Pohjanmaan piirijärjestö) är ett kretskansli för Svenska folkpartiet i Finland i Vasa valkrets. Kretskansliets verksamhetsledare är Jenni Ahlbäck och kretsstyrelsens ordförande Henrik Antfolk. SFP har totalt 49 lokalavdelningar i 14 kommuner och totalt över 10 800 medlemmar.
SFP har totalt fyra riksdagsledamöter i valdistriktet valperioden 2023–2027: Anna-Maja Henriksson från Jakobstad (ersatt av Christoffer Ingo från Korsholm sedan 2024), Anders Norrback från Närpes, Mikko Ollikainen från Malax och Joakim Strand från Vasa.

## Framträdande partiföreträdare

### Nuvarande riksdagsledamöter
- Anders Norrback (2019–)
- Mikko Ollikainen (2019–)
- Joakim Strand (2015–)
- Christoffer Ingo (2024–)

### Tidigare riksdagsledamöter
| Södra valkretsen - Axel Cederberg (1907–1909) - Ernst Estlander (1907–1914, 1917–1945) - Reinhold Hedberg (1907–1909, 1917–1919) - Arvid Neovius (1907–1917) - Oskar Nix (1907–1910, 1919–1922) - Otto Slätis (1907–1908) - Gösta Stenbäck (1908–1910, 1914–1917) - Jenny af Forselles (1909–1910) - Ivar Nordlund (1909–1912) - George Granfelt (1910–1911, 1912–1914) - Gustaf Gädda (1910–1919) - Eric von Troil (1910–1917) - August Tåg (1911–1919, 1927–1929) - Dagmar Neovius (1914–1917) - Johannes Wiik (1917) - Kristian Åkerblom (1917, 1919–1929, 1930–1933) - Karl Ottelin (1917–1919) - Edvard Helenelund (1919–1924, 1927–1929, 1930–1945) - Georg von Wendt (1919–1922) - Johannes Bengs (1922–1924) - Immanuel Bäck (1922–1924) - Oskar Jeppson (1922–1924) - Levi Jern (1922–1954) - Otto Jacobsson (1924–1936) - Johannes Klockars (1924–1927) - Josef Mangs (1924–1927, 1929–1930, 1933–1936, 1939–1945) - Viktor Hintz (1929–1930) - Torsten Nordström (1936–1939, 1951–1962) - Edvin Stenwall (1936–1939) - Albert Brommels (1945–1951) - Helmer Smeds (1945–1948) - Verner Korsbäck (1948–1962) - John Forsberg (1954–1958) - Alwar Sundell (1958–1962) | Norra valkretsen - Johannes Bäck (1907–1919) - Jakob Näs (1907–1908) - Johan Wilhelm Runeberg (1907–1908) - Johan Storbjörk (1907–1917) - George Granfelt (1908–1909) - Eric von Troil (1908–1910) - Emil Wichmann (1908–1909) - Augusta Krook (1909–1910) - Johannes Inborr (1909–1933) - Matts Björk (1910–1914, 1917–1919, 1924–1927‚ 1930–1933) - Julius Grotenfelt (1910–1914) - Alexander Gadolin (1914–1917) - Julius Lindberg (1914–1917) - Johannes Miemois (1914–1917, 1919–1924) - Axel Lille (1917) - Johannes Storbjörk (1917) - Emil Hästbacka (1917–1948) - Johan Broända (1919–1924) - Artur Eklund (1919–1922) - Evert Kulenius (1922–1927) - Johan Broman (1927–1929) - Edvard Haga (1929–1945) - Johan Otto Söderhjelm (1933–1939, 1944–1945) - Albin Wickman (1933–1958) - Matts Forss (1945–1951) - Grels Teir (1951–1962) - Johannes Jungarå (1958–1962) |

Vasa valkrets
- Johannes Jungarå (1962–1966)
- Verner Korsbäck (1962–1972)
- Alwar Sundell (1962–1966)
- Grels Teir (1962–1975)
- Albin Wickman (1962–1966)
- Ragnar Granvik (1966–1979)
- Torsten Nordström (1966–1970)
- Elly Sigfrids (1970–1979)
- Håkan Malm (1975–1999)
- Ole Norrback (1979–1987, 1991–1999)
- Håkan Nordman (1983–1995, 1999–2003, 2007–2011)
- Gustav Björkstrand (1987–1991)
- Pehr Löv (1995–2007)
- Ulla-Maj Wideroos (1995–2015)
- Nils-Anders Granvik (1999–2007)
- Anna-Maja Henriksson (2007–2024)
- Mats Nylund (2007–2019)
- Lars Gästgivars (2011–2015)